# Éducation des filles en France
 (avril 2016).
L'histoire de l'éducation des filles en France se trouve prise dans le contexte plus large de l'histoire de l'éducation en France mais elle est aussi liée à la société dans son ensemble ainsi qu'en particulier à l'histoire des femmes (et des filles)[pas clair] dans ce pays.
D'après le dictionnaire de l'Académie française, l'éducation se définit comme   « l'action d’élever, de former, d’instruire une personne (enfant, adolescent, adulte), en cultivant ses qualités physiques, intellectuelles et morales. Se consacrer à l’éducation des jeunes enfants. L’éducation façonne la personnalité ». Cette notion vient du latin educatio, « action d’élever (des animaux, des plantes) » ; puis « instruction, formation de l’esprit ».
Si généralement l'éducation est considérée comme étant l'œuvre des parents et de l'ensemble de la société, chez les filles[pas clair], elle s'inscrit dans un système plus global comprenant, certes, la sphère familiale et la société, mais aussi et surtout l'instruction morale dispensée par l'Église, et plus tard l'instruction reçue à l'école qui vont fortement influencer leur comportement et leur personnalité[réf. nécessaire].
L'histoire des femmes dans l'enseignement public français fait plutôt référence à celle des femmes travaillant dans le secteur éducatif et en milieu scolaire.

## Terminologie
L'éducation renvoie au contenu (enseignement), au lieu (école) et à l'institution (système éducatif en France).

## Historiographie
L'un des premiers travaux de bilan historiographique à propos de l'histoire de l'éducation des filles est celui de l'historienne française Françoise Mayeur paru en 1988. Toutefois, l'historienne franco-américaine Rebecca Rogers note en 2007 à propos de ce bilan que Françoise Mayeur s'est surtout appuyée sur des « travaux récents, marqués par le renouveau de l’histoire sociale et de l’histoire des femmes, mais elle ne prend pas en compte une tradition d’écriture de cette histoire déjà ancienne, puisqu’elle a été inaugurée par les républicains réformateurs de la IIIe République ». Dans son travail d'historiographie sur le même sujet en 2007, Rebecca Rogers utilise ces écrits antérieurs, en analysant aussi l'influence de ceux-ci sur les recherches ultérieures. Elle note que cela éclaire aussi l'évolution de la recherche entre les années 1990 et 2007. Par ailleurs, elle souligne que la recherche sur l'éducation des filles par les congrégations religieuses est souvent très localisée et ne comporte pas, en 2007, de réelle vue d'ensemble.
La fin du XIXe siècle est marquée par de grandes réformes républicaines en matière d'éducation, qui ouvrent plus largement l'instruction scolaire aux filles, avec des collèges, lycées et écoles normales dédiés. Octave Gréard et Paul Rousselot font partie des premiers auteurs — parmi lesquels se trouvent des femmes — à relater l'histoire de l'enseignement pour les filles. L'historienne Rebecca Rogers note, en 2007, que, globalement, ces textes dégagent une vision anticléricale. Cette vision est aussi présente dans le Dictionnaire de pédagogie, du début du XXe siècle, qui a été dirigé par Ferdinand Buisson.
Dans la première moitié du XXe siècle, Zénaïde Tsourikoff écrit sa thèse pour le doctorat en droit L'enseignement des filles en Afrique du Nord (1935), traitant des colonies françaises, mais le sujet sera peu étudié ultérieurement.
Par ailleurs, sous la Troisième République, en plus des travaux d'analyse historique, sont publiés au fil des ans plusieurs travaux « commémoratifs », mais aussi des monographies relatives à des institutions d'enseignement et des biographies concernant des pédagogues.
Les années 1970-1970 voient un renouveau des travaux sur l'histoire sociale, l'histoire de l'éducation (dont l'ouvrage de l'historien Antoine Prost, L’enseignement en France 1800-1967), les sciences de l'éducation, l'histoire des femmes et l'histoire de l'éducation des filles. Françoise Mayeur est aussi l'une des figures importantes de cette époque concernant le sujet de l'histoire de l'éducation des filles. Dans les années 1980, plusieurs expositions sur l'enseignement féminin sont organisées.
Enfin, certaines recherches scientifiques (en histoire, mais aussi en sociologie) analysent conjointement l'éducation des filles et des garçons ainsi que la mixité scolaire.

## Antiquité
De 3 à 6 ans, les enfants subissent une sorte d’entraînement physique, morale et esthétique. Cette éducation sera surveillée par les parents ou des tuteurs. Il faut apprendre à danser et chanter des œuvres de poèmes. Pour Platon, cette éducation de base exerce une influence sur le reste de la vie.
De 6 à 10 ans, les enfants sont séparés (filles/garçons) mais l’éducation reste la même pour les deux. Les garçons : apprennent à se tenir à cheval, à tirer à l’arc, à se servir du javelot. Les filles : Si les filles refusent l’entraînement, on leur apprendra au moins la théorie.
De 10 à 13 ans, les enfants apprennent la lecture et l’écriture.
À partir de 12-13 ans, les filles arrêtent l’école et restent dans la maison familiale pour apprendre avec leur mère à cuisiner, à s’occuper de la maison et à devenir de futures mères de famille. Les garçons, eux, apprenaient à l’extérieur à combattre et protéger la ville pour devenir des guerriers.

## Moyen Âge

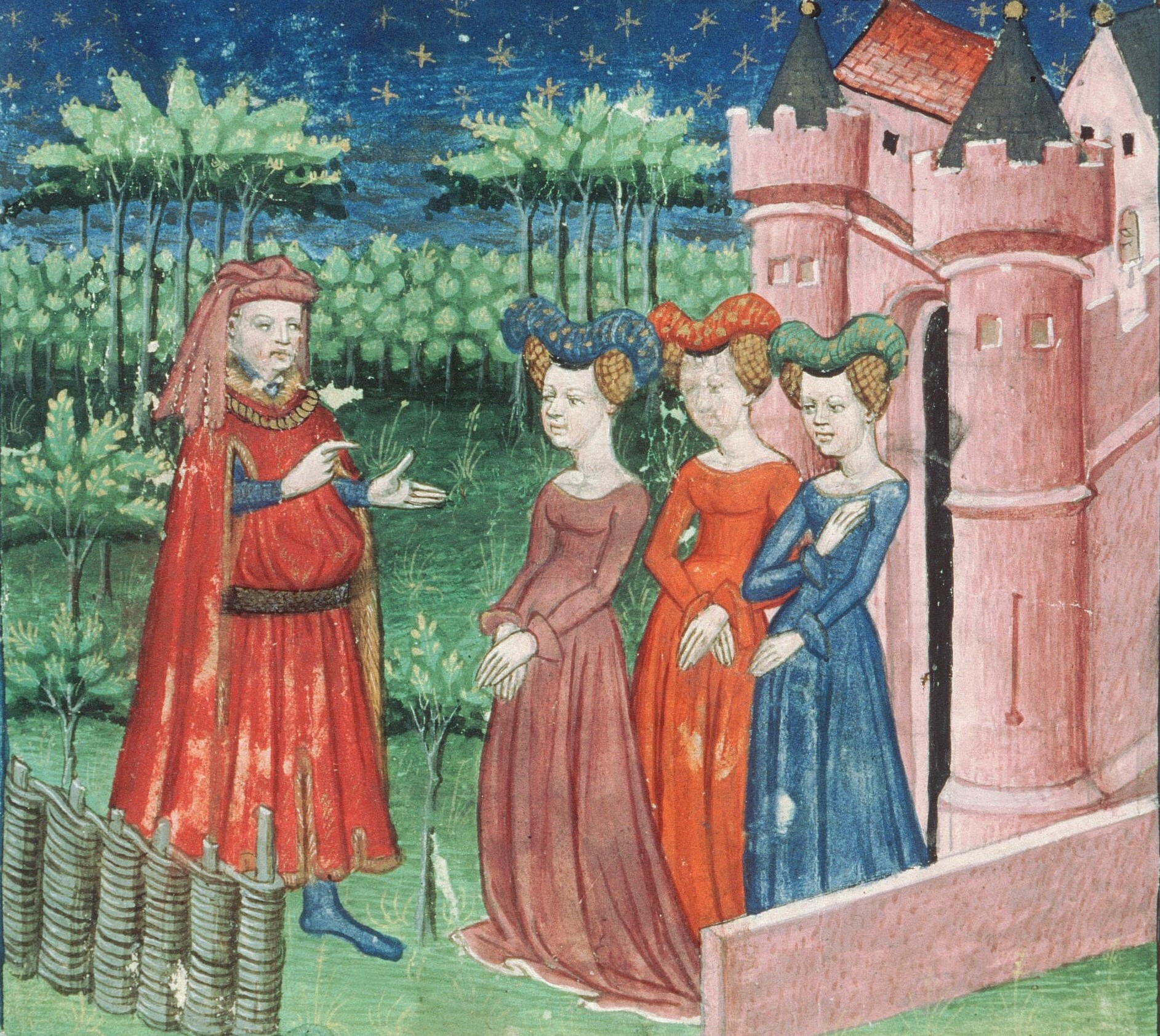
Geoffroi de La Tour Landry enseignant à ses filles, enluminure d'un manuscrit du Livre pour l'enseignement de ses filles, un traité didactique du XIV écrit à l'intention des jeunes filles nobles.

On peut citer l'exemple de la légende[pourquoi ?] d'Héloïse au XIe siècle. Formée au presbytère de la chapelle Saint-Christophe, qui appartient aux Montfort. Afin d'éviter un mariage malheureux, son oncle introduit Héloïse au trivium et la pousse dans le cursus des arts libéraux.
Dans l'Europe médiévale occidentale, les principes de vertu, de piété et de bienséance que l'on tentait d'inculquer aux filles se retrouvent, entre autres, dans le Livre pour l'enseignement de ses filles de Geoffroi de La Tour Landry, un traité didactique écrit par un noble français pour ses filles dans le dernier tiers du XIVe siècle. 
Le Moyen Âge est dominé par une vision théocentrique. Cette période a été influencée par le christianisme et la doctrine s’inspirait directement du droit divin. Ainsi, les enfants suivent une éducation surtout religieuse. Les curés, les moines et tout autre membre du clergé sont considérés comme des instructeurs. Toutes les pratiques, les manières de penser, de se comporter et d’agir se reportent à Dieu.
À cette époque, les enfants ont un accès différent à l'éducation selon leur milieu social. Dans les campagnes, les filles de paysans restent travailler à la ferme pour aider leurs parents. Elles sont moins exposées au danger du fait qu’elles exercent leurs tâches domestiques et agricoles autour du domicile, dans le poulailler, dans le jardin ou encore la cuisine. Parfois, elles vont travailler dans les champs. Les filles sont éduquées auprès de leur mère qui leur apprend la couture, les prières principales et la broderie[réf. nécessaire].
Les filles de milieu bourgeois apprennent avec leurs parents ou partent dans des couvents[pertinence contestée].
Enfin, les filles de classe noble suivent une éducation en monastère, ou par un tuteur directement au château. Elles apprennent à lire et à écrire mais également des notions médicales et musicales (par le chant et les instruments). Toutes doivent savoir lire et écrire et connaître leurs prières. De plus, elles apprennent à devenir des épouses modèles[pertinence contestée].
L’école est ouverte à l’ensemble des milieux sociaux mais favorise l’éducation des petits garçons[pertinence contestée]. Entre les XIIIe et XIVe, elles ont le droit de fréquenter les cours des petites écoles tenues par des maîtresses[réf. nécessaire].
Parmi les lettrées de l'époque, l'auteure Christine de Pizan (1364-vers 1430) souligne publiquement qu'elle considère femmes et hommes sur un pied d'égalité en matière intellectuelle. Ayant reçu l'éducation habituelle d'une jeune fille de son rang, elle est confrontée quelques années plus tard au veuvage et à la charge de sa famille, ce qui la pousse à devenir écrivaine pour gagner sa vie. Dans son ouvrage La cité des Dames (1405), elle milite notamment pour la reconnaissance de' l'égalité intellectuelle des deux sexes et pour le droit des filles à recevoir une éducation comme celle des garçons.

## Renaissance
À la Renaissance (qui débute en France, comme dans une grande partie du continent européen, au XVe siècle, environ un siècle après l'Italie), l’école était avant tout un instrument d’éducation religieuse, elle devait être mise en œuvre pour éviter l’ignorance de la société.
Au début de la période moderne, en Europe — et en France, notamment —, des écoles non mixtes en termes de sexe se multiplient, à la suite des réformes protestante et catholique, avec des visées morales. Cela s'accompagne de l'idée que chacun des deux sexes doit avoir un enseignant du même sexe[pas clair]. Toutefois, dans les écoles les plus petites, notamment dans les campagnes, les moyens limités font que, souvent, les deux sexes continuent de recevoir un enseignement en commun.

### Une éducation avant tout religieuse
Au XVIe siècle, l'éducation des filles se borne avant tout à un point de vue religieux. La religion est très importante dans l’éducation et même les autres apprentissages sont en lien avec elle, par exemple la lecture est enseignée pour pouvoir lire la Bible. On apprend aux filles les travaux domestiques et le catéchisme pour qu'elles puissent ensuite élever leurs enfants chrétiennement. La religion passe par la femme et se transmet de mère en fille. Très peu de femmes sortent de cette éducation religieuse. Celle-ci montre la place encore très importante de l'Église, mais aussi le rôle de la femme, qui est uniquement vue comme mère et épouse[réf. nécessaire].

### La diversification sociale de l’instruction des filles
À cette période, l’instruction des filles est différente selon leur statut social. En effet, si elles appartiennent à une bonne famille, elles peuvent entrer dans des établissements payants où sont enseignés : la religion et la piété catholique, la lecture, l’écriture et un apprentissage aux ouvrages intellectuels.
Si elles appartiennent à une famille plus modeste, elles entrent dans des écoles externes gratuites, elles sont formées à la lecture et l’écriture, à la foi, et à gagner leur vie.

### La diversification des scolarisations masculines et féminines
À la Renaissance, on observe des différences entre le cursus des filles et celui des garçons. La principale cause est la durée de scolarisation. Celle-ci est en effet beaucoup plus courte pour les filles ce qui induit des différences dans les apprentissages et les capacités acquises. Par exemple, pour les filles, la scolarisation en pensionnat pouvait durer deux à quatre ans, alors que pour les garçons cette scolarisation durait trois à huit ans.
Le parcours scolaire des filles était, par conséquent, rapide, compliqué, décalé et saccadé. En effet, elles devaient aussi faire leur baptême, communions et autres actes de la religion chrétienne qui les obligeait parfois à s'absenter du pensionnat. Les garçons, eux, avaient un parcours scolaire long, complet, suivi et ordonné[réf. nécessaire].
Au XVe siècle, le grand chancelier de l'université de Paris, Gersen, considère que « tout enseignement pour les femmes doit être considéré comme suspect ».

### Dans la pratique: couvents et écoles élémentaires
Il y a deux lieux précis où a lieu l'éducation des filles :
- les couvents : c'est la forme d'éducation la plus répandue dans la noblesse. Les filles y apprennent le catéchisme, la lecture et l'écriture. Quelques couvents rares, comme les moniales de Tarascon, permettent l'apprentissage du latin. Les filles décident ensuite elles-mêmes de rester au couvent ou de se marier. La qualité de cet enseignement monastique féminin est réelle et ne cesse de croître au cours du XVIe puis du XVIIe siècle ;
- les écoles élémentaires : des écoles mixtes sont très courantes dans le nord de la France. Elles concernent des filles de la noblesse pauvre et de la petite bourgeoisie des campagnes. Mais elles ont été condamnées par l'Église comme par le courant humaniste du fait de leur mixité, et leur nombre ne fait que diminuer au cours du XVIIe siècle.

Il existe également : des écoles paroissiales, des petites écoles externes (souvent gratuites), des maisons d’éducation et des pensionnats.
On connaît en outre quelques rares cas d'autodidactes : Marguerite de Navarre, sœur du roi François Ier, comprenait le latin et parlait plusieurs langues. Elle représente l'idéal de la culture féminine de la Renaissance. Elle entretient une petite cour d'artistes et d'intellectuels renommés. Il en est de même pour la princesse Marguerite de Valois, qui parlait couramment le latin.

### La pensée humaniste
En 1523, Jean Louis Vivès écrit De l'institution de la femme chrétienne. Cette œuvre est beaucoup lue dans les milieux humanistes européens. La nécessité est alors reconnue d'éduquer les filles, mais la question reste entière : que leur apprendre ? La première vertu pour Vivès est la pudicité, qui correspond à la vision d'une femme réservée. Mais il demande aussi une certaine culture, pour former la future épouse et la future mère. Celle-ci doit pouvoir :
- se rendre agréable à son mari par ses charmes et sa conversation ;
- l'aider dans le gouvernement des affaires domestiques ;
- savoir élever chrétiennement ses enfants.

Vivès préconise donc un enseignement de la lecture et de l'écriture, mais ne néglige pas les travaux domestiques : tenir l'aiguille et faire la cuisine, même pour les princesses. Mais il distingue quand même les travaux aristocratiques (broderie, dentelle) des travaux plus populaires (filage, couture). Il recommande aussi la séparation des filles et des garçons. Enfin, dans le débat théorique qui consiste à savoir si les femmes doivent apprendre le latin, Vivès est assez réservé. Il préconise l'étude des lettres pour les filles nobles qui s'y montrent aptes.

## XVIIeetXVIIIesiècles
Au XVIIe siècle, des questions se posent quant à l'éducation des filles, mais aussi sur le type d'éducation qui leur serait nécessaire ; certains domaines sont considérés comme ne leur étant pas utiles, comme la politique, la géographie et l'histoire, qui servent à ceux qui gouvernent. De plus, les femmes « savantes » inquiètent encore.
Dans son Traité de l'éducation des filles (qui ne fut publié qu’en 1687), Fénelon (1651-1715), combat les idées exprimées sur l’éducation féminine au cours du XVIIe siècle, il les contredit en disant qu’il ne suffit pas pour la femme de savoir diriger son ménage et obéir à son mari sans réfléchir, que l’éducation des filles est aussi nécessaire et importante pour le bien public que celle des garçons et se doit également d'être réglée. Il affirme en résumé que les femmes bien élevées contribueraient au bien, qu'elles sont aussi responsables de la valeur de l’éducation des hommes car c’est la mère qui influence les mœurs, les vertus, le mode de vie d’un garçon, ainsi que les femmes qui l’accompagneront plus tard dans sa vie d'homme. Toutefois, il ne considère pas les femmes et les hommes sur le même plan et estime l'éducation des filles comme devant correspondre à leurs aptitudes — parfois vues avec certains préjugés — et aux besoins correspondant à leurs rôles sociaux (épouse, mère, gestionnaire du foyer).

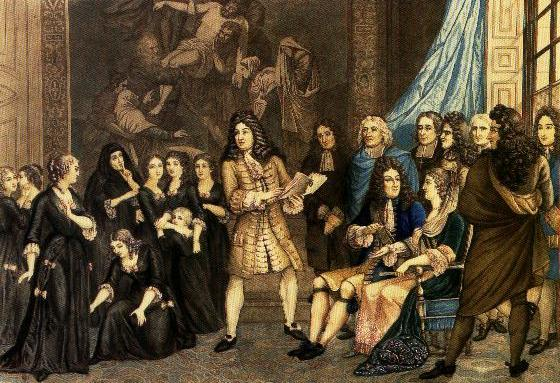
Jean Racine fait répéter Esther aux élèves de Saint-Cyr devant Louis XIV et Madame de Maintenon. Peinture de 1830, auteur inconnu, Musée de l'éducation à Rouen.

En 1686, sur la demande de sa maîtresse Madame de Maintenon, le roi Louis XIV crée la Maison royale de Saint-Louis, destinée à l'éducation des jeunes filles nobles. Les pensionnaires, choisies par Madame de Maintenon parmi les enfants de familles nobles qui sont ruinées ou orphelines de père, reçoivent une éducation visant à leur permettre d'être érudites, de savoir gérer le domaine de leur futur époux, ainsi que la danse et la musique. En 1691, la Congrégation des Sœurs de Saint-Thomas de Villeneuve ouvre un pensionnat et une école à Saint-Germain-en-Laye.
Des débats sur l'éducation des filles ont lieu ; parmi les philosophes des Lumières, si Jean-Jacques Rousseau (1712-1778) estime que la femme ne peut s'imaginer égale à l'homme, notamment concernant l'éducation, pour Denis Diderot (1713-1784), il y a tyrannie lorsque la femme est subordonnée à l'homme.
En 1786-1788, Pauline Pinczon du Sel fonde un pensionnat à Lambesc.
Sous la Révolution française, le statut des femmes et leur droit à l'éducation donnent lieu à de vifs débats. Si les clubs de femmes citoyennes révolutionnaires et quelques rares députés comme Nicolas de Condorcet sont favorables à une éducation égale pour les filles, la plupart souhaitent les confiner aux tâches domestiques ; cependant, la Convention finit par admettre la nécessité d'un enseignement primaire laïc pour les filles afin de les soustraire à l'influence contre-révolutionnaire du clergé réfractaire. La Convention, par la loi du 15 octobre 1795, affirme le principe d'une école publique dans chaque village comprenant une classe de filles.

## Premier Empire (1804-1814)
Sous le Premier Empire, l’instruction des filles demeure majoritairement entre les mains de l’Église.

### Enseignement primaire
Sous le Premier Empire, les garçons et les filles sont scolarisés dans des établissements différents.
Madeleine-Sophie Barat et les sœurs du Sacré-Cœur créent un pensionnat de jeunes filles à Amiens en 1801, puis à Grenoble en 1805, avant de se déployer dans de nombreuses villes de France.
En 1807-1812, Marie-Thérèse-Félicité Binart, chanoinesse de la congrégation de Notre-Dame, fonde à Paris un pensionnat qui sera connu sous le nom de couvent des Oiseaux.
La première véritable institution publique visant à instruire les jeunes filles est créée par le décret du 15 décembre 1805 par Napoléon Ier : les maisons d'éducation de la Légion d'honneur. Elles ont pour mission d'instruire les jeunes filles pauvres ou orphelines dont les parents, grands-parents ou arrière-grands-parents, français ou étrangers, ont reçu la Légion d'honneur.
Il faut ensuite attendre la Restauration pour voir apparaître les premiers textes légaux relatifs à l’instruction des filles.

### Enseignement secondaire
En 1808, les lycées sont interdits aux femmes et aux filles.

## Restauration  (1814-1830)
La Restauration pose les premières règlementations relatives à l’école des filles.

### Salles d'asile
La première salle d’asile, ancêtre de l’école maternelle, est ouverte dans les Vosges en 1771 par le pasteur Oberlin. Elle est destinée à accueillir les enfants livrés à eux-mêmes pendant que leurs mères s’occupent des travaux agricoles ou des travaux d’aiguille. Cette salle d’asile, mixte, accueillait alors les enfants jusqu’à ce qu’ils soient en âge de travailler. Ils jouent, s’occupent en épluchant du coton ou en tricotant. Ils apprennent à chanter, à dessiner, à reconnaître les plantes et leurs propriétés. Ils parlent le patois pour préparer l’apprentissage du français. On leur enseigne de l’histoire au détour de promenades instructives.
Ce modèle va d’abord s’exporter en Angleterre avant de se populariser à Paris à partir de 1825 avec l’ouverture d’une salle d’asile rue du Bac par Mlle Pastoret. Deux autres seront créées par M. Cochin, alors maire du 12e arrondissement de Paris en 1826 et 1827, rue des Gobelins et rue Saint-Hippolyte respectivement. Leur succès grandissant est dû à la révolution industrielle. En effet, de plus en plus de mères de famille travaillent comme ouvrières dans les ateliers parisiens, ou bien dans les grands magasins qui commencent à se développer, et doivent laisser le soin de leurs enfants à ces établissements spécialisés.

### Enseignement primaire
L’ordonnance du 29 février 1816 ne mentionne, certes, pas directement l’instruction de ces jeunes filles, mais crée une première « charte de l’école primaire ». Les communes sont priées de se doter d’une école primaire et d’assurer la prise en charge gratuite des enfants indigents. Pour exercer la profession de maître d’école, il faut être muni d’un brevet de capacité délivré par le recteur et d’un certificat de bonne conduite délivré par le curé et par la commune. Il faut, en outre, obtenir une autorisation spéciale délivrée par le recteur pour créer une école. La surveillance de ces écoles primaires est confiée à un comité gratuit de charité, composé du curé du canton, du juge de paix, du principal du collège, et de trois ou quatre membres choisis par le recteur d’académie. Ces écoles sont spécialement surveillées par le maire et le curé. Du fait d’un nombre plus important d'élèves instruits dans les congrégations religieuses, ce sont elles qui vont fournir la majorité du contingent d’instituteurs.
La circulaire du 3 juin 1819 va étendre cette ordonnance aux écoles de filles, mais ces dernières vont être maintenues en dehors de l’Université. Les brevets de capacité ne comportent que deux degrés (au lieu de trois pour les hommes), sous-entendant que les filles ont besoin de moins d’instruction que les garçons.
L’ordonnance royale du 21 avril 1828, adoptée par Charles X, réaffirme la compétence du recteur de délivrer des certificats de capacité. C’est, de plus, désormais l’arrondissement et non plus le canton qui, pour les comités catholiques, se charge de la surveillance des écoles. En plus du certificat de capacité et du certificat de bonnes vie et mœurs, il faut désormais un « certificat d’instruction religieuse délivré par l’évêque ou par le curé de la paroisse » de l’aspirant pour devenir institutrice et instituteur. Néanmoins, dans le cas des institutrices issues de congrégations religieuses, le brevet de capacité n’est pas exigé. Les lettres d’obédience suffisent. Ainsi, le niveau d'instruction des institutrices laisse souvent à désirer.
C’est sous la monarchie de Juillet que les plus grandes avancées vont avoir lieu.

### Enseignement secondaire
Avant la Troisième République, il n'existe pas à proprement parler d'« enseignement secondaire des jeunes filles ». Certaines écoles congréganistes et couvents proposent néanmoins un enseignement qui s'en rapproche, destiné aux jeunes filles aisées. Celles-ci approfondissent les arts d'agrément, les leçons morales et religieuses, ainsi que les connaissances nécessaires à la future épouse et mère de famille.
Il existe également des cours libres à destination des femmes citadines, où les jeunes femmes peuvent enrichir leurs connaissances. C'est le cas par exemple du Cours d'éducation maternelle créé à Paris en 1820 par David Lévi Alvarès et qu’il dirigea jusqu’en 1868. Son fils Théodore lui succéda de 1868 à 1891.

## Monarchie de Juillet (1830-1848)
C’est sous la monarchie de Juillet que se développe véritablement l’instruction publique des jeunes filles. Ce projet naît de deux constats : 
D’une part, les jeunes filles seraient de meilleures mères de famille, de meilleures épouses et de meilleures ménagères si leur instruction était plus répandue et pas seulement réservée à une élite bourgeoise « élevée sur les genoux de l'Église ». En effet, l’idée subsiste que « les femmes font les hommes ». Dès lors, il ne serait pas possible de prétendre avoir des garçons instruits et d’une morale irréprochable sans que leurs mères ne le soient également.
D’autre part, de nombreuses femmes seront obligées de travailler comme ouvrières dans les usines ou de se prêter aux travaux agricoles dans les champs. Ainsi, apprendre aux filles à lire, écrire et compter, ainsi que leur transmettre les rudiments des travaux d’aiguille leur permettrait de s’assurer un emploi en cas de nécessité ou de pourvoir à leurs obligations de ménagère.

### Salles d'asile
La ville de Paris va encadrer les salles d’asile en 1836 en les plaçant sous la surveillance d’un comité des dames, lui-même placé sous la direction d’un instituteur de la Seine.
L’ordonnance du 22 décembre 1837 règle le fonctionnement de ces salles d’asile pour toute la France. Les salles d’asile privées sont alors assimilées aux salles d’asile communales qui commencent à se développer et sont placées sous la juridiction du ministre de l’Instruction publique. Elles sont ouvertes aux enfants dès l’âge de dix-huit mois ou deux ans, jusqu’à six ans et sont en principe gratuites. L’objectif est de développer « des habitudes d’ordre, de propreté, de bienveillance mutuelle » afin de les préparer « à une vie honnête, décente et chrétienne ». Il faut développer l’intelligence des enfants par « un peu de travail et beaucoup de récréations ». Ainsi, le programme de ces salles d’asile comporte : « l’apprentissage des premiers éléments de lecture et d’écriture, des chiffres et des nombres, de courtes prières, l’histoire biblique, les premières notions d’histoire naturelle, des chants moraux et religieux. Les petites filles s’exercent de plus à quelques ouvrages faciles comme le parfilage des chiffons de soie, le tricot, la tapisserie ou le filet ».

### Enseignement primaire
La loi Guizot du 28 juin 1833 proclame la liberté de l’enseignement et instaure l’obligation pour chaque commune (ou groupement de communes si les moyens financiers sont limités) d’avoir au moins une école primaire élémentaire publique et un instituteur. Les communes de plus de 6 000 habitants et les chefs-lieux de département doivent entretenir une école primaire supérieure. Ces écoles sont mixtes en l’absence d’une autre école primaire publique spécialement destinée aux jeunes filles dans la commune.
Le programme scolaire prévoit :
- À l’école primaire élémentaire (entre 7 et 9 ans) : « l’instruction morale et religieuse, la lecture, l’écriture, les éléments du calcul, les éléments de la langue française, le système légal des poids et mesures »[25].

- À l’école primaire supérieure (entre 10 et 12 ans) :  « les éléments de la géométrie et ses applications usuelles, spécialement le dessin linéaire et l’arpentage, des notions de sciences physiques et de l’histoire naturelle applicables aux usages de la vie, le chant, les éléments de l’histoire et de la géographie de la France »[25].

Des cours supplémentaires peuvent être ajoutés en fonction des besoins et des ressources des localités (par exemple, la langue allemande dans les communes proches du Rhin).
La mixité au sein des écoles communales fait l’objet de nombreuses critiques. Aussi, pour éviter les « incidents », les jeunes filles et les jeunes gens doivent autant que possible être séparés dans la classe, de préférence par une barrière physique. Il est également jugé préférable qu’ils aient des portes ou des heures d’entrée et de sortie différentes pour que les enfants des deux sexes ne se croisent pas dans les couloirs.
Le projet de la loi Guizot prévoyait un titre V dévolu spécifiquement à l’instruction des filles, mais, du fait de l’importance et des spécificités de celle-ci, il a été supprimé pour être reporté. A la place, le système de recrutement et de traitement des institutrices ainsi que la surveillance des écoles de filles demeurent sous l’égide des ordonnances royales des 29 février 1816 et 21 avril 1828. Le programme scolaire, lui, est commun aux deux sexes.
Il faut attendre l’ordonnance Pelet des 22 et 23 juin 1836 pour voir apparaître une réglementation spécifique relative à l’instruction féminine. Celle-ci invite chaque commune à avoir au moins une école primaire pour filles.
Le programme scolaire de l’enseignement primaire des jeunes filles prévoit alors :
- À l’école primaire élémentaire : « l’instruction morale et religieuse, la lecture, l’écriture, les éléments du calcul, les éléments de la langue française, le chant, les travaux d’aiguille, et les éléments du dessin linéaire ».

- À l’école primaire supérieure :  « en plus des cours suscités, des notions plus étendues d’arithmétique et de langue française, et particulièrement de l’histoire et de la géographie de la France »[29].

La loi Guizot de 1833 oblige également chaque département ou groupement de départements à fonder une école normale primaire destinée à former les futurs instituteurs. Ce n'est pas le cas des écoles normales primaires de jeunes filles. Bien que le préfet de la Seine, Gaspard de Chabrole, fonde un cours normal de jeunes filles dès 1817 et que David Lévi Alvarès en fonde un autre à l'hôtel de ville de Paris suivi par près de cinq cent aspirantes, la création des écoles normales primaires de filles ne seront encouragées qu'avec l'ordonnance royale du 23 juin 1836. La première verra le jour dans l'Orne, à Argentan, en 1838. D'autres vont suivre dans les Hautes-Pyrénées, le Jura, le Doubs et la Nièvre.
En parallèle survivent les écoles et pensionnats privés de jeunes filles ainsi que les couvents qui se consacrent exclusivement à l’instruction de ces-dernières.
Si l’école publique se développe, autant pour les jeunes filles que pour les jeunes gens, l’instruction de l’Église reste prédominante, surtout chez les femmes. Bien que l’école soit gratuite pour les enfants indigents, l’instruction primaire, qui n’est pas encore obligatoire, demeure un privilège octroyé uniquement aux enfants de la petite bourgeoisie qui n'ont pas besoin de travailler aux champs ou à l’usine (la réglementation sur le travail des enfants travaillant dans les usines et ateliers n’arrivant qu’avec la loi du 22 mars 1841). Dans les familles rurales comptant des garçons et des filles, les parents favorisent souvent l’instruction des garçons, ceux-ci étant plus « naturellement » destinés à être instruits, à travailler contre rémunération et à détenir un rôle politique dans la société. L’aide des jeunes filles au sein du foyer domestique est à l’inverse bien souvent jugée indispensable, autant sur le plan pratique que moral. Leur instruction, jugée secondaire, voire parfois réprouvée par la société, est plus facilement laissée directement entre les mains de la mère de famille.
Dans le cas où elles seraient scolarisées, leur instruction se limite généralement à l’instruction primaire élémentaire. Cependant, leur présence en cours est plus régulière que celle des garçons. En effet, ceux-ci abandonnent souvent l’école du printemps à l’automne pour aider leurs parents aux travaux agricoles, là où les jeunes filles peuvent plus facilement être délestées de leurs travaux domestiques quelques heures quotidiennement tout au long de l’année,.

## Deuxième République (1848-1852)
Il faut attendre la Deuxième République pour voir apparaître un accroissement significatif de la fréquentation des écoles par les jeunes filles.

### Salles d'asile
Les salles d’asile sont nommées pour la première fois « écoles maternelles » sous la Deuxième République avec l’arrêté du 28 avril 1848 du fait de la place extrêmement majoritaire des femmes dans la direction de ces établissements et du fait que l'on fait de la mission des femmes de prodiguer des soins aux jeunes enfants.

### Enseignement primaire
Le 15 mars 1850, sous la Deuxième République, la loi Falloux, à l’initiative du comte Frédéric Alfred Pierre de Falloux, oblige les communes de plus de 800 habitants à entretenir une école de filles. Elle s’inscrit, en outre, dans la continuité de la loi Guizot en organisant la liberté de l’enseignement primaire (et secondaire, mais celui-ci est encore interdit aux filles), ce qui favorisera une instruction des filles par les écoles congréganistes. La tradition veut en effet que celles-ci soient instruites par des femmes. Or la majorité des institutrices sont des religieuses, du fait d’une autorisation d’exercer plus simple à obtenir. Dès lors, ce sont encore les écoles religieuses qui vont instruire encore près de 70% des jeunes filles sous la Deuxième République.

Quelques représentations d'écoles
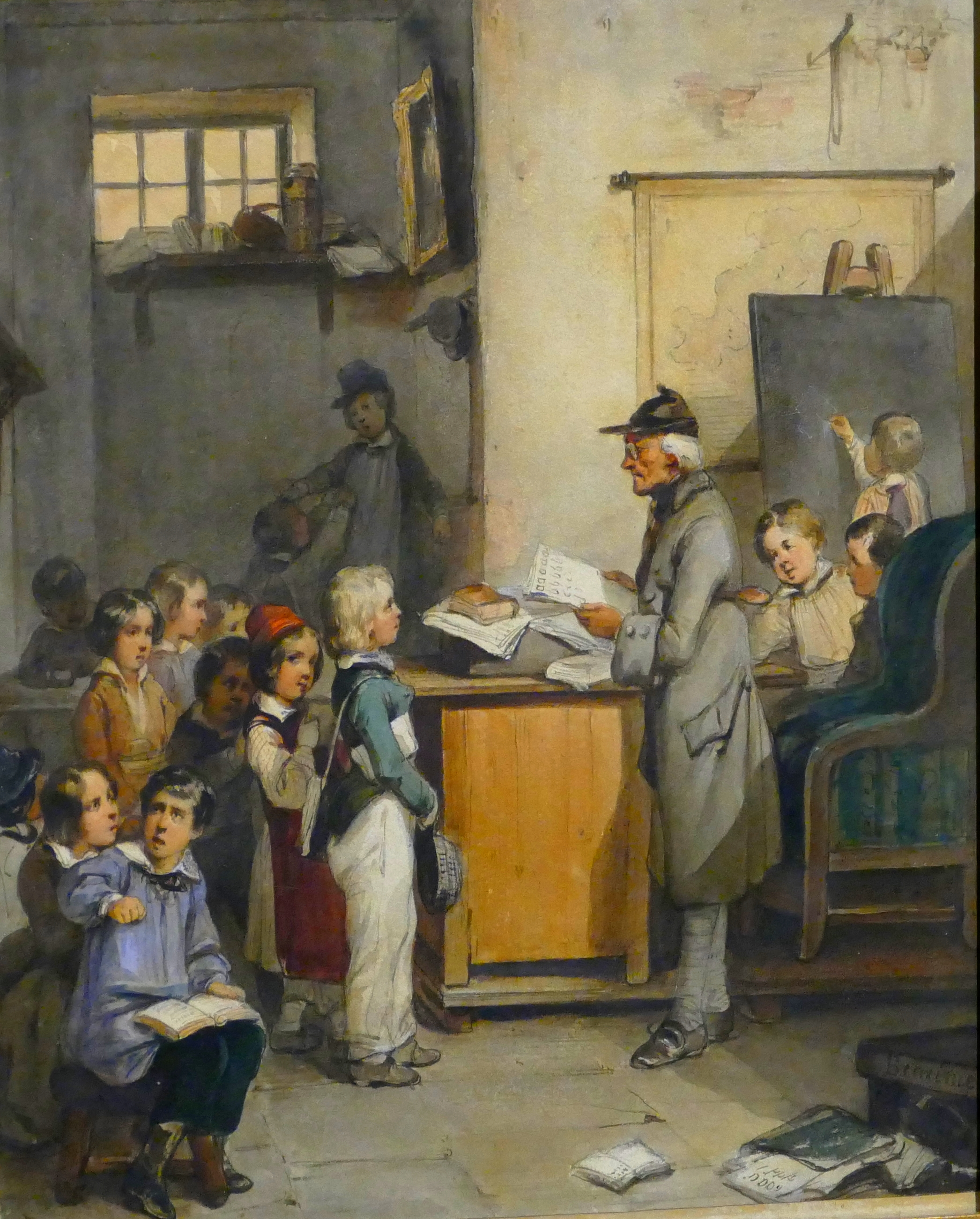
Une petite école, aquarelle de Joseph Beaume vers 1830. Musée national de l'éducation, Rouen.
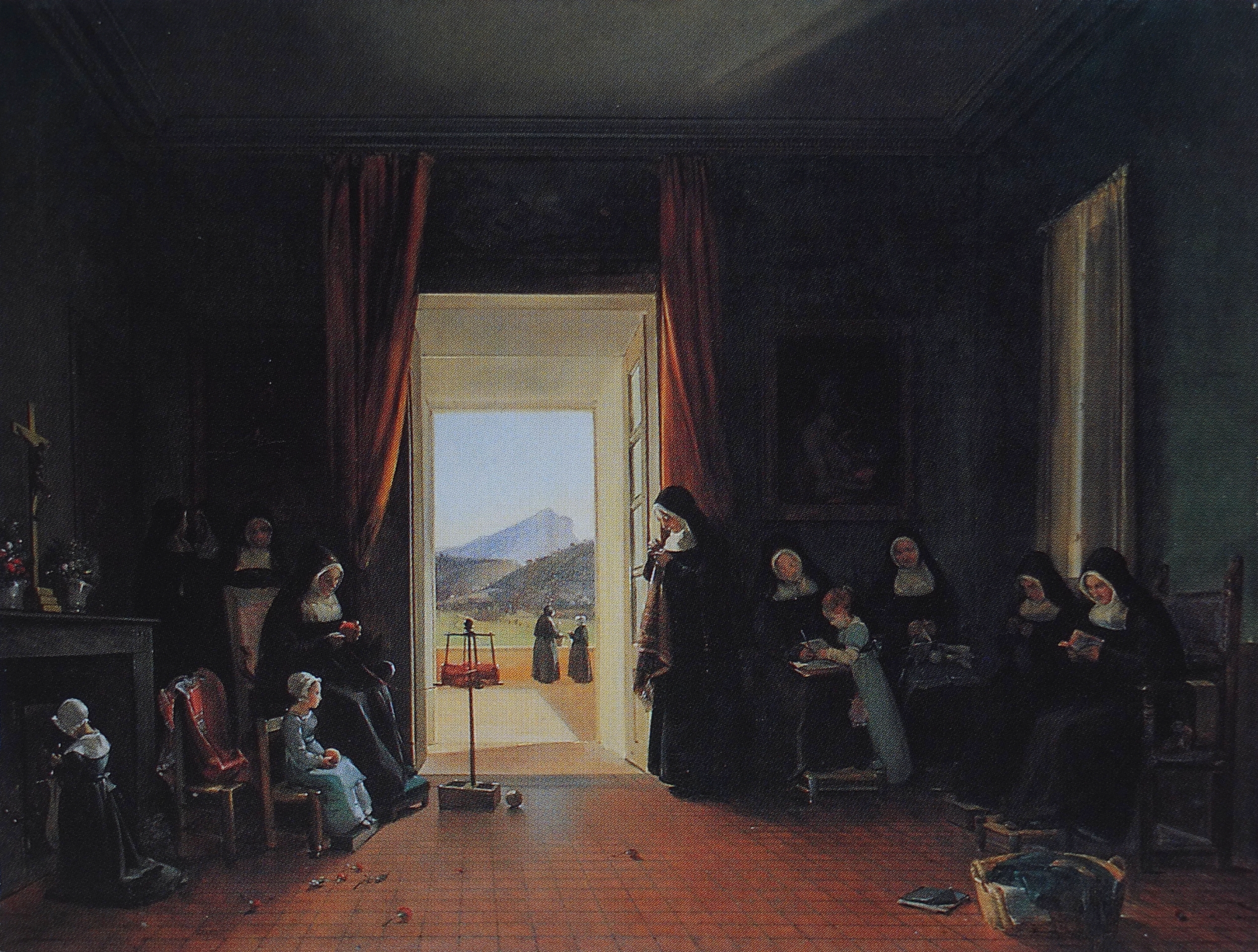
L'École des sœurs, huile sur toile par François-Marius Granet, 1833. Salon de 1833. Musée Granet, Aix-en-Provence.
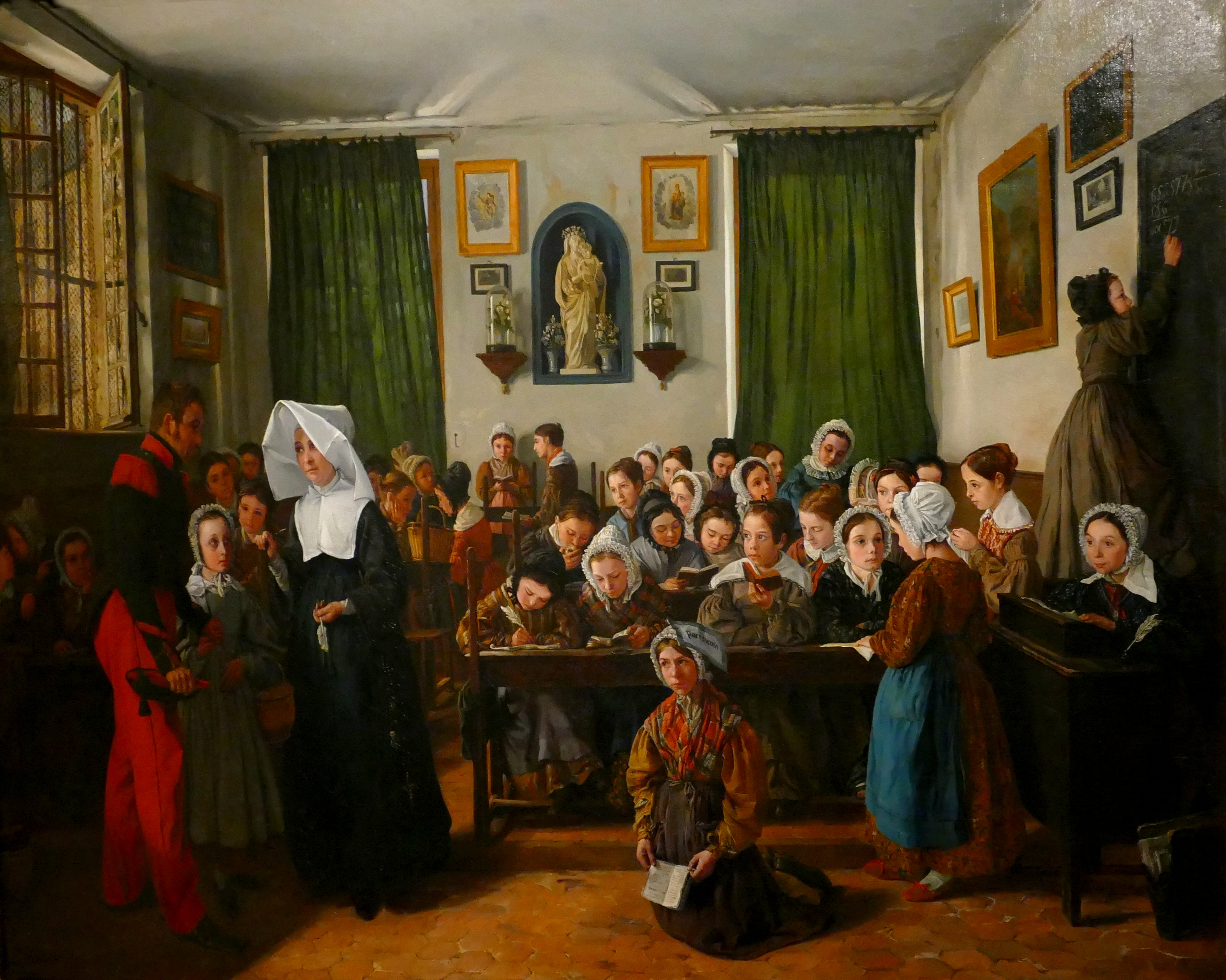
École chrétienne à Versailles, huile sur toile d'Antoinette Asselineau, 1839. Musée de l'éducation (Rouen).
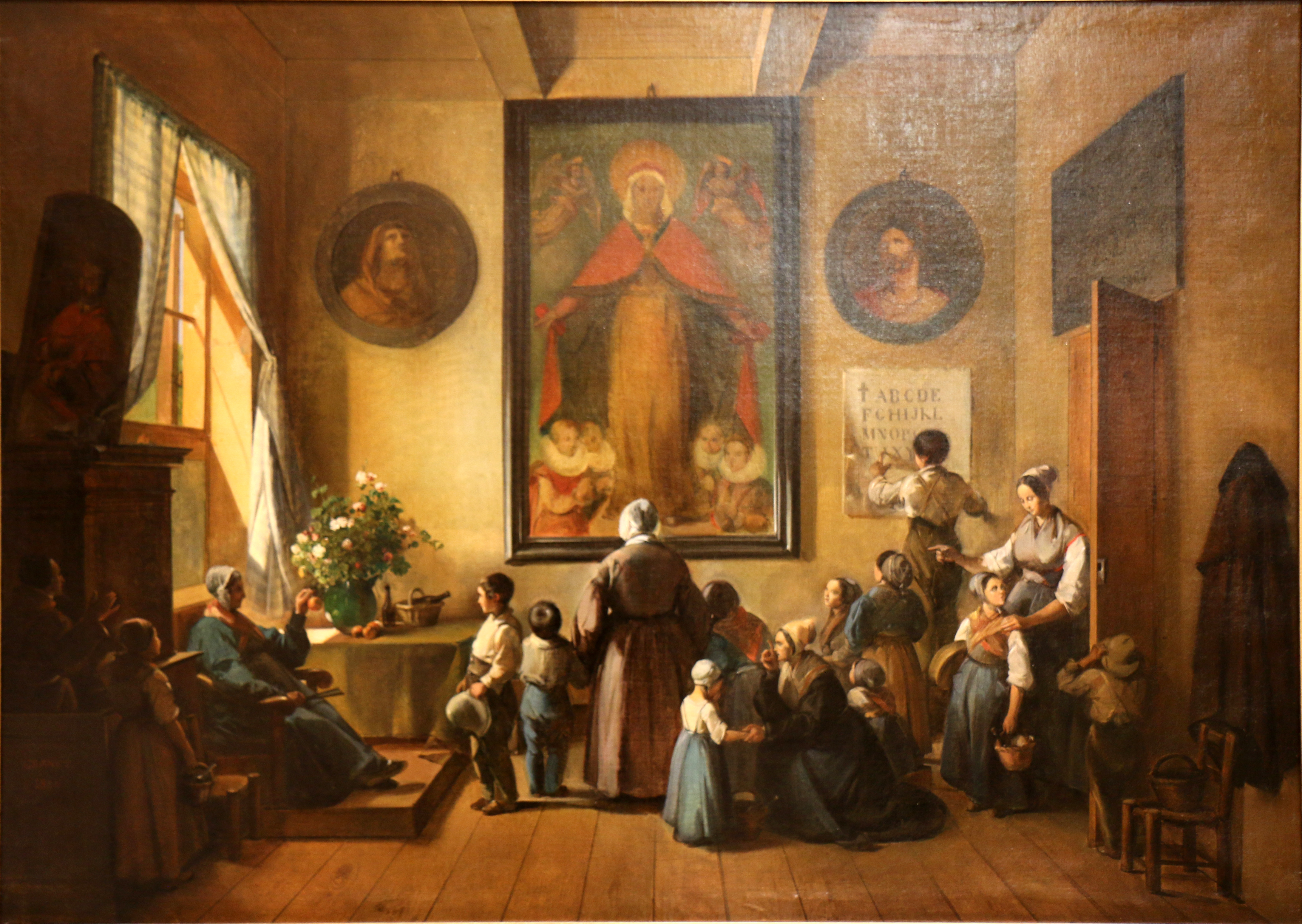
Intérieur d'une salle d'asile, toile de François Marius Granet, 1844.

## Second Empire (1852-1870)
Le Second Empire est le théâtre de plusieurs avancées dans le domaine de l'éducation des femmes. Sous la IIe République, la loi Falloux avait fixé en mars 1850 l'objectif d'une école primaire pour filles dans chaque commune de plus de 800 habitants. La loi Duruy de 1867 aligne ce seuil sur les standards masculins en le fixant à 500.
Le programme obligatoire comprend l'apprentissage de la lecture, de l'écriture, des rudiments du calcul, une éducation morale et religieuse et, pour les filles, les « travaux d'aiguille ». Deux tiers des filles sont scolarisées,.
Les programmes restent définis en fonction des rôles sociaux assignés aux femmes (y figurent les travaux ménagers et la puériculture) ; les couvents et congrégations prennent majoritairement en charge l’éducation des jeunes filles. La mobilisation pour l’éducation des femmes trouve appui dans l’opposition libérale au régime, notamment dans les milieux saint-simoniens.
Julie-Victoire Daubié, qui a étudié en école primaire puis est devenue gouvernante et auteure d'un ouvrage sur la condition de la femme pauvre au XIXe siècle, gagnante en 1859 du premier prix d'un concours de l'Académie de Lyon — concours doté par François Barthélemy Arlès-Dufour —, se présente à l’épreuve du baccalauréat — jusque-là réservé aux hommes —, qu’elle obtient à Lyon le 16 août 1861 (ou le 17 août 1861) à l’âge de 37 ans. Elle sera ensuite, en 1871, la première femme licenciée ès-lettres à la Sorbonne . Madeleine Brès doit quant à elle son inscription en faculté de médecine à sa pugnacité et à l’intervention de l’impératrice Eugénie et du ministre de l'instruction publique Victor Duruy. Ces pionnières restent toutefois encore isolées : la deuxième bachelière française, Emma Chenu, obtient son diplôme en 1863, deux ans après Daubié. L’amélioration de l’enseignement des femmes reste un leitmotiv des féministes françaises : en 1866, André Léo crée ainsi une association consacrée spécifiquement à cette question.
La première école professionnelle pour jeunes filles, une école de couture créée par Élisa Lemonnier, ouvre le 1er octobre 1862.
Le 10 avril 1867, la Loi Duruy réorganise le programme de l'enseignement primaire féminin qui devient national. Peu après, une circulaire permet l'instauration de cours préfigurant un enseignement secondaire pour les filles, mais à l'initiative d'institutions locales et privées ; ceci restera marginal et ne concernera en tout qu'environ deux milliers d'élèves.
En 1868, Emma Chenu devient la première à obtenir une licence en France, elle est licenciée en sciences.
Les féministes de l'époque sont d'accord sur la nécessaire éducation des filles. En 1862, Élisa Lemonnier crée la Société pour l'enseignement professionnel des femmes et ouvre plusieurs écoles professionnelles (commerce, couture, arts industriels de luxe, musique) pour les jeunes filles, par exemple au 23 rue de Turenne (on en compte cinq en 1870 ; elles sont payantes et donc peu accessibles aux couches populaires). D'autres écoles, plus petites, sont ouvertes par des femmes républicaines.
Dans une vision plus large, sur le continent européen, dans les années 1860 et suivantes, est débattue la « coéducation », qui décrit le fait que garçons et filles sont éduqués en commun, comme cela se fait souvent aux États-Unis.

## Le Siège de Paris (1870-1871)
Quelques mois avant la déclaration de la Guerre franco-allemande de 1870, Jules Ferry alors député républicain déclarait lors d'une conférence :

« Réclamer l'égalité d'éducation pour toutes les classes, ce n'est faire que la moitié de l'œuvre, que la moitié du nécessaire, que la moitié de ce qui est dû ; cette égalité, je la réclame, je la revendique pour les deux sexes… La difficulté, l'obstacle ici n'est pas dans la dépense, il est dans les mœurs. »

En 1870 pendant le siège de Paris ; les maires de Paris, Étienne Arago puis Jules Ferry réunissent une commission mixte de l'enseignement. Cette commission examine entre autres les questions de gratuité, et les réformes à apporter à l’enseignement primaire et secondaire des filles et des garçons. À cette commission siègent les deux premières femmes bachelières de France, Julie-Victoire Daubié et Emma Chenu. Les travaux de cette commission ont été publiés sous le titre : Rapport présenté au nom de la commission des dames : suivi d'un appendice par Fanny Ch. Delon en 1871.

## Commune de Paris (1871)
Au moment de la Commune, il n'y a pas de réel problème de scolarisation à Paris, la plupart des garçons et des filles de 7 à 13 ans allant à l'école (même si les progrès d'éducation sont plus notables dans la capitale qu'en province, où l'éducation des filles est encore très cléricale). Pour les Communards, le souci réside davantage dans la nécessité de laïciser l'éducation : deux tiers des filles scolarisées le sont dans des écoles publiques appartenant aux congréganistes, le reste étant dans des écoles dites « libres », le plus souvent laïques, où les professeurs ne prêtent pas un serment d'obéissance à l'Empire. Édouard Vaillant, le délégué à l'Instruction publique, s'attache alors à laïciser les institutrices républicaines au travers d'une commission où siègent notamment André Léo et Anna Jaclard, même si les résultats diffèrent selon les arrondissements. Jules Allix ouvre une « école nouvelle » de filles au 14 rue de la Bienfaisance. Le 26 mars est créée la Société de l'Éducation nouvelle (comptant plusieurs femmes) qui propose à la Commune une refonte générale des programmes et de nouvelles méthodes pédagogiques. Le 23 avril, cette organisation et le Comité des femmes de la Commune sociale de Paris participent à une réunion pour « une communication sur prévoyance sociale et éducation ». On compte aussi la Société des amis de l'enseignement, animée par Maria Verdure, laquelle souhaite créer un enseignement professionnel gratuit qui prépare à la vie active. Au 38 rue de Turenne ouvre un « atelier école » pour filles, ouvrières et intellectuelles, poursuivant les initiatives d'Élisa Lemonnier dans les années 1860. Rue Dupuytren, rouvre gratuitement (survivance des écoles payantes ouvertes par Élisa Lemonnier de la fin du Second Empire) une école de dessin pour filles le 12 mai 1871, établissement qu'avait par le passé dirigé l'artiste Rosa Bonheur.

## Troisième République

### Enseignement primaire

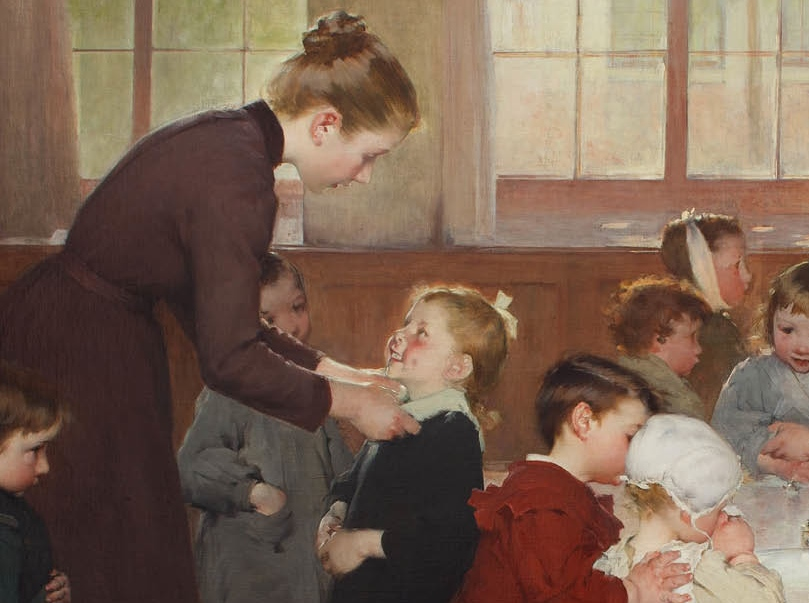
Dans l'école, peinture de Jean Geoffroy, vers 1900.

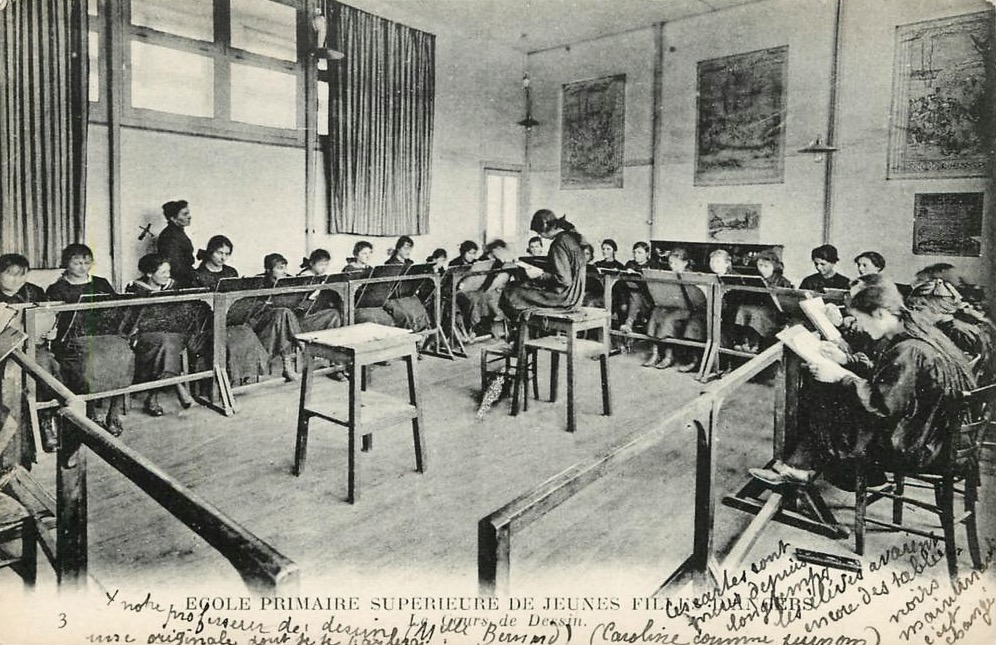
École primaire supérieure de jeunes filles d'Angers (Maine-et-Loire), cours de dessin, carte postale du début du XXe siècle.

Sous l’impulsion du ministre de l'éducation Jules Ferry, les lois scolaires de 1881-1882 (et le Décret de 1924) instituent également pour les filles le même enseignement primaire que les garçons, avec une mise à égalité concernant l'instruction. Elles transforment l’école publique, en instituant au niveau élémentaire la gratuité, l’obligation d'instruction de 6 à 13 ans et la laïcité, sans établir de différence entre les filles et les garçons. Ces mesures législatives ont pour effet d’inculquer les bases du calcul, de l’écriture, de la lecture à l’ensemble des filles. On estime qu’à Paris le tiers des ouvrières des années 1920 n’est pas scolarisé jusqu’à la limite imposée de 13 ans. La mixité est prohibée même si la loi Goblet — en référence à l'homme politique René Goblet — du 30 octobre 1886, motivée avant tout par des impératifs économiques, ouvre la possibilité d'écoles mixtes à classe unique pour les hameaux ou communes de moins de 500 habitants, sous condition d'autorisation du Conseil départemental.
En ce qui concerne la formation des enseignants, le 9 août 1879, la loi Paul Bert fait obligation à chaque département de créer une école normale de filles — comme une école normale de garçons, d'ailleurs —, c'est-à-dire une école pour former des institutrices.
Les années 1910 verront des changements apparaître et l'enseignement pour les filles évoluer pour ressembler davantage à celui des garçons, sous la pression des féministes ; certaines écoles primaires deviendront mixtes — d'abord celles des plus petites communes ayant trop peu d'effectifs pour ouvrir deux classes non mixtes.

### Enseignement secondaire

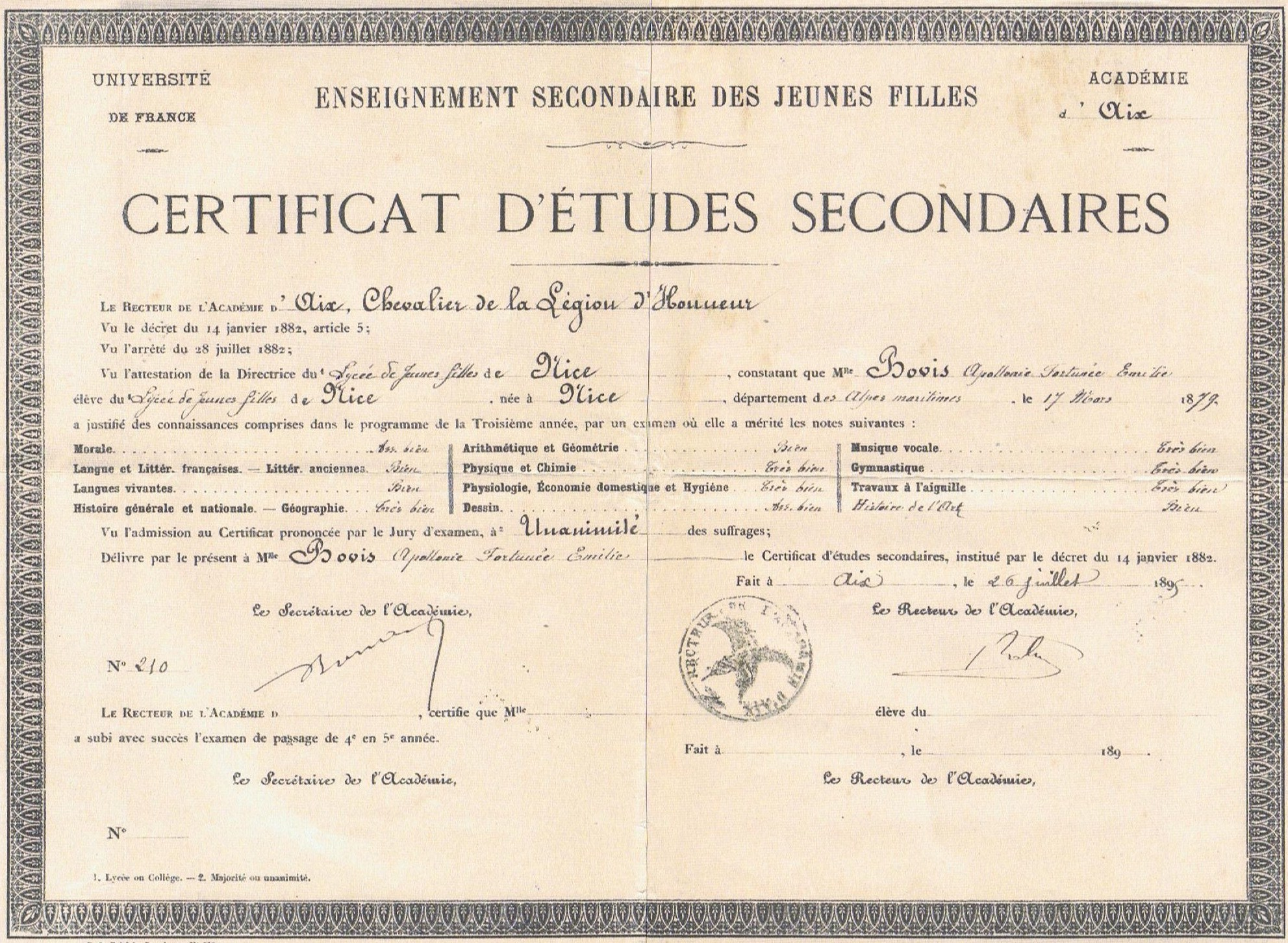
Certificat d'études secondaires (CES) obtenu en 1895.

En 1879, Camille Sée expose ainsi les principes d’un enseignement qui ne doit plus être de la seule responsabilité de l’Église : « La France n’est pas un couvent, la femme n’est pas dans ce monde pour être religieuse. Elle est née pour être épouse, elle est née pour être mère »,. Précédant de peu la réforme de l’enseignement primaire, la loi Camille Sée du 21 décembre 1880 institue les collèges et les lycées de jeunes filles,,. En effet, les deux sexes ne fréquentent pas les mêmes établissements. Le premier de ces établissements d'un nouveau type, connu aujourd'hui sous le nom de lycée Georges-Clemenceau, s’ouvre à Montpellier en 1881 à la suite du décret pris par le maire Alexandre Laissac en mars de la même année. À sa tête, Jules Ferry nomme Jeanne Desparmet-Ruello, qui dirigeait jusque-là et depuis huit ans l'École supérieure de jeunes filles de Bordeaux. En 1888, on compte vingt-trois lycées de jeunes filles, puis trente-six en 1893. Les programmes, qui ne sont pas alignés sur ceux des garçons, ne visent pas à préparer les filles au baccalauréat — il ne leur sera accessible qu'à partir de 1924 — mais à un simple diplôme de fin d’études, le diplôme d'études secondaires, ou au brevet supérieur,,. Le grec ancien est absent et le latin n’est proposé que dans certains établissement dans le cadre d'une formation accélérée à destination des élèves désireuses de se présenter au baccalauréat,. Cependant, les filles sont la plupart du temps instruites par les congrégations ou les couvents. D'autre part, entre la promulgation de la loi et sa mise en œuvre, il existe aussi parfois des délais assez longs : par exemple, le premier collège pour filles de la ville d'Angers ouvre en 1913.

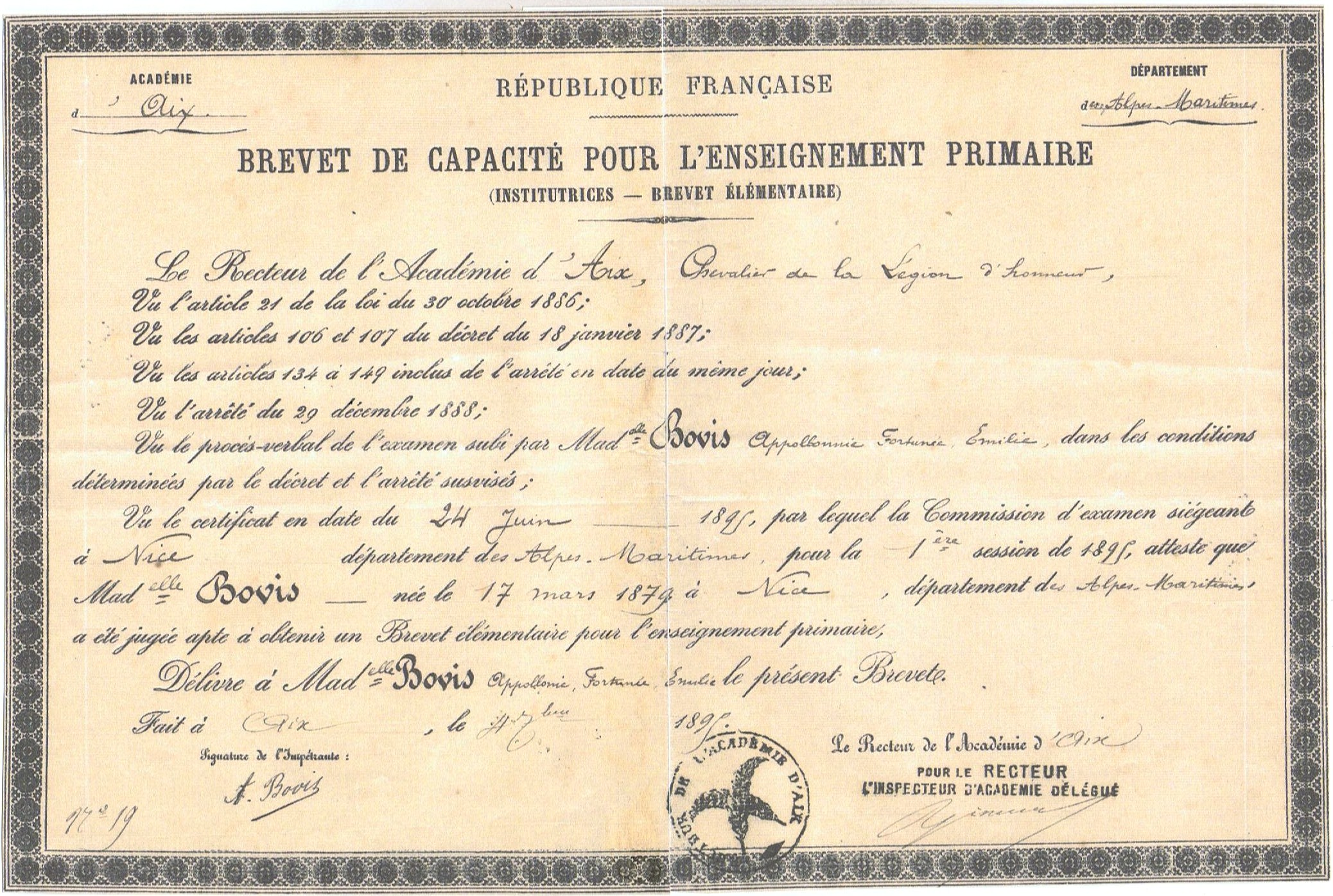
Brevet de capacité pour l'enseignement primaire (institutrices - brevet élémentaire) en 1895.

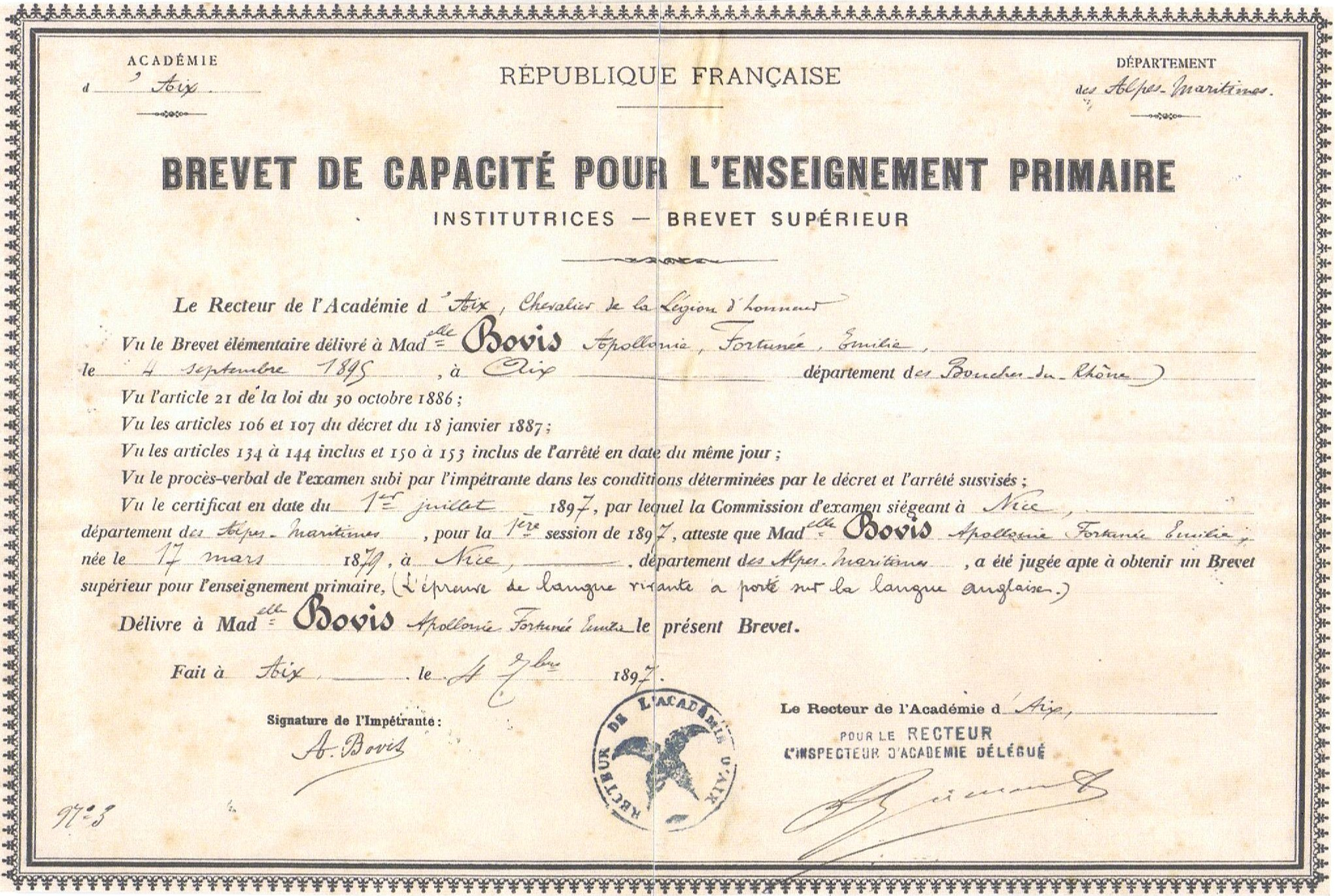
Brevet de capacité pour l'enseignement primaire (Institutrices - brevet supérieur) en 1897.

Afin de former les professeures des lycées de jeunes filles, sont créées des Écoles normales — primaires ou supérieures. Créée en 1881 et dirigée par Julie Favre, l'École normale supérieure de jeunes filles vise à former les enseignantes de ces établissements,,. Bien que le pendant pour filles de l’École normale supérieure de garçons de la rue d'Ulm, celle-ci est rattachée à l'enseignement secondaire et non supérieur et elle ne comporte pas les mêmes modalités d'accès — brevet supérieur pour les unes, baccalauréat pour les autres — ni les mêmes programmes d'enseignement. Certaines des « normaliennes » sont agrégées, même si les agrégations sont différentes selon le sexe des candidats. Toutefois, les élèves ont certains cours assurés par des professeurs exerçant dans les deux Écoles.
Concernant les missions de l'école, en 1882, Jules Ferry les définit dans une annexe des programmes des écoles primaires publiques consacrée à l’éducation physique et à la préparation à l’éducation professionnelle : « L’école primaire peut et doit faire aux exercices du corps une part suffisante pour préparer et prédisposer en quelque sorte les garçons aux futurs travaux de l’ouvrier et du soldat, les filles aux soins du ménage et aux ouvrages de femme. » À la différence du travail manuel des garçons, basé sur l’acquisition de la dextérité, de la rapidité et préparant au dessin industriel, celui des filles a pour objectif : « (...) de leur faire acquérir les qualités sérieuses de la femme de ménage et de les mettre en garde contre les goûts frivoles ou dangereux ».
Le livre L'Enseignement secondaire des filles du pédagogue Octave Gréard parait en 1883.

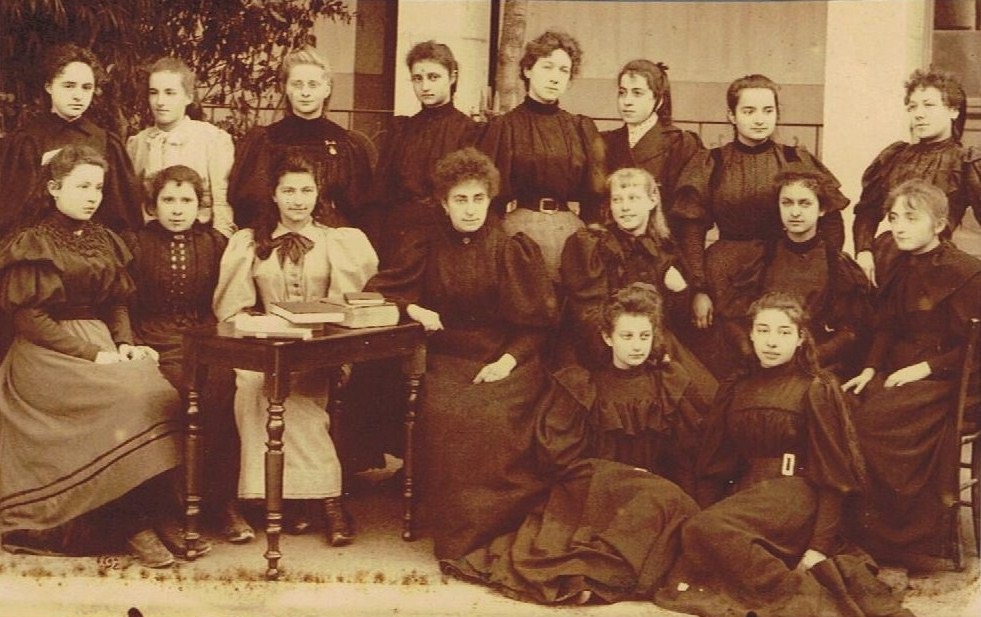
Classe de 3e année d'un lycée de jeunes filles en 1894-1895.

Depuis la loi Camille Sée, l'organisation des établissements et de l'enseignement diffère selon le sexe des élèves qu'ils reçoivent. Les programmes scolaires des filles et des garçons ne se recoupent pas encore entièrement ; l’économie domestique, les « travaux à l’aiguille », le dessin, la gymnastique et la musique, obligatoires pour les filles, ne sont pas dispensés aux garçons, ou seulement de manière facultative pour la dernière matière,,. Les filles reçoivent également des enseignements de français, d'une langue vivante, d'histoire et d'initiation aux sciences,. De plus, si les garçons ont des cours de philosophie, les filles ont des cours de morale. Cependant, il existe un manque de professeurs pour certaines disciplines.
La coéducation des sexes (c'est-à-dire la mixité scolaire entre les sexes) est un sujet de débat au début du XXe siècle. Le philosophe, éducateur et homme politique Ferdinand Buisson, dans son Nouveau dictionnaire pédagogique de 1911 lui consacre notamment un article, en comparant notamment l'école française avec les écoles des pays germaniques ou anglo-saxons. Cette mixité sera introduite d'abord dans les salles d'asile (qui deviendront les classes de maternelle).
En 1914, l'enseignement secondaire concerne moins d'élèves filles que d'élèves garçons, avec un nombre de filles égal à la moitié de celui des garçons. Toutefois, le rôle des femmes dans la société, l'instruction et l'économie change lors de la Première Guerre mondiale. À partir de 1922, en classes de mathématiques ou philosophie, si le nombre d'élèves filles n'est pas suffisant pour créer une classe spécifique, celles-ci peuvent entrer dans une classe de lycée de garçons. En 1924, avec le décret Léon Bérard, le programme scolaire pour les filles dans le secondaire rejoint celui des garçons,,.

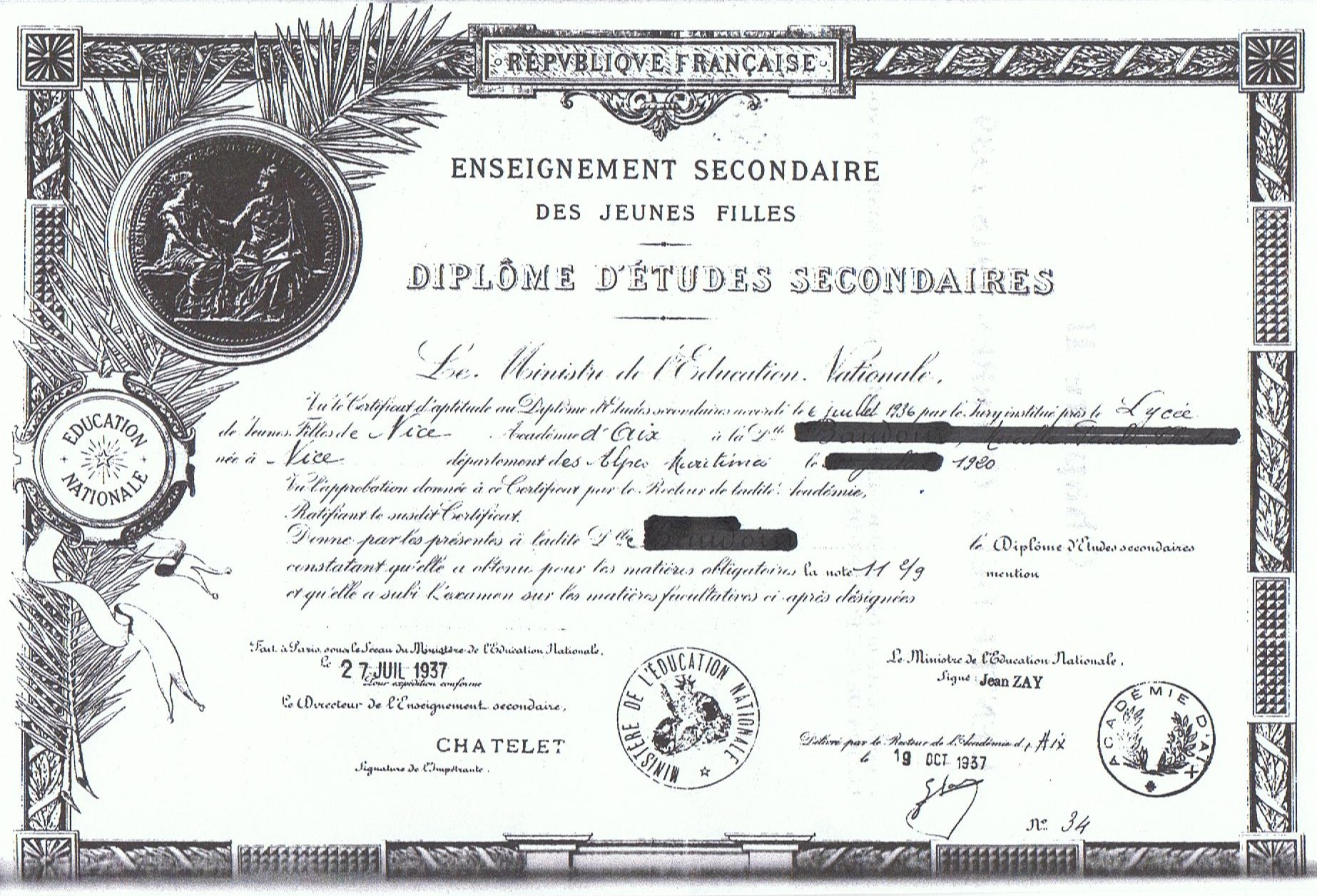
Diplôme d'études secondaires sanctionnant les études en cinq ans des lycées de jeunes filles, en 1937.

Au début du XXe siècle, plusieurs établissements privés mettent sur pied des préparations spécifiques menant au fameux diplôme du baccalauréat, sésame indispensable pour entrer dans l’enseignement supérieur. La Première guerre mondiale en accentue encore la demande. Le décret Léon Bérard prend acte de cette évolution, en instituant en 1924 un enseignement facultatif qui permet aux filles d’aborder l’épreuve finale dans les mêmes conditions que les garçons. Le baccalauréat est alors ouvert aux filles à l'instar des garçons,. Ce diplôme leur ouvre la possibilité d'aller à l'université.
En 1926, les établissements secondaires de garçons ayant moins de 150 élèves sont autorisés à accueillir des filles,.
Bien que les cours restent non-mixtes dans la majorité des cas, en 1930, filles et garçons ont les mêmes programmes scolaires, horaires et diplômes envisageables. Toutefois, l'enseignement secondaire des filles se fait dans le cadre d'une réglementation complexe.

### Enseignement universitaire
L'accession aux filles et aux femmes à l'université était généralement impossible[réf. nécessaire] puisqu'il fallait pour cela obtenir un diplôme qui requérait la connaissance de matières enseignées uniquement (comme le latin) dans le cursus secondaire masculin. L'autorisation de l'époux est obligatoire pour une femme souhaitant s'inscrire à l'université jusqu'en 1938.
Si ce n'est qu'en 1861 que la première femme, Julie-Victoire Daubié, est admise à l'université en France, l’accès des femmes aux études universitaires en France s'élargit à partir de 1880, et avant 1914 la proportion de femmes parmi les étudiants se rapproche des 10 %. Les universités françaises à connaître une forte affluence d’étudiantes avant 1914 sont celles de Paris, Montpellier, Nancy et Grenoble. Avant la Grande Guerre, la France est le deuxième pays au monde pour le nombre d’étudiantes, devancée seulement par la Suisse, qui pratiqua la mixité universitaire dès 1867, et où les femmes représentaient près de 25 % des inscriptions dès le début du XXe siècle.

### Formation professionnelle
À partir des années 1910, davantage de formations, diplômes et métiers sont rendus accessibles aux femmes ; toutefois, ce sont souvent pour des métiers considérés comme « féminins » (infirmerie, secrétariat, enseignement…). Cette répartition du travail perdurera pendant plus d'un siècle.

## De 1945 à la fin duXXesiècle

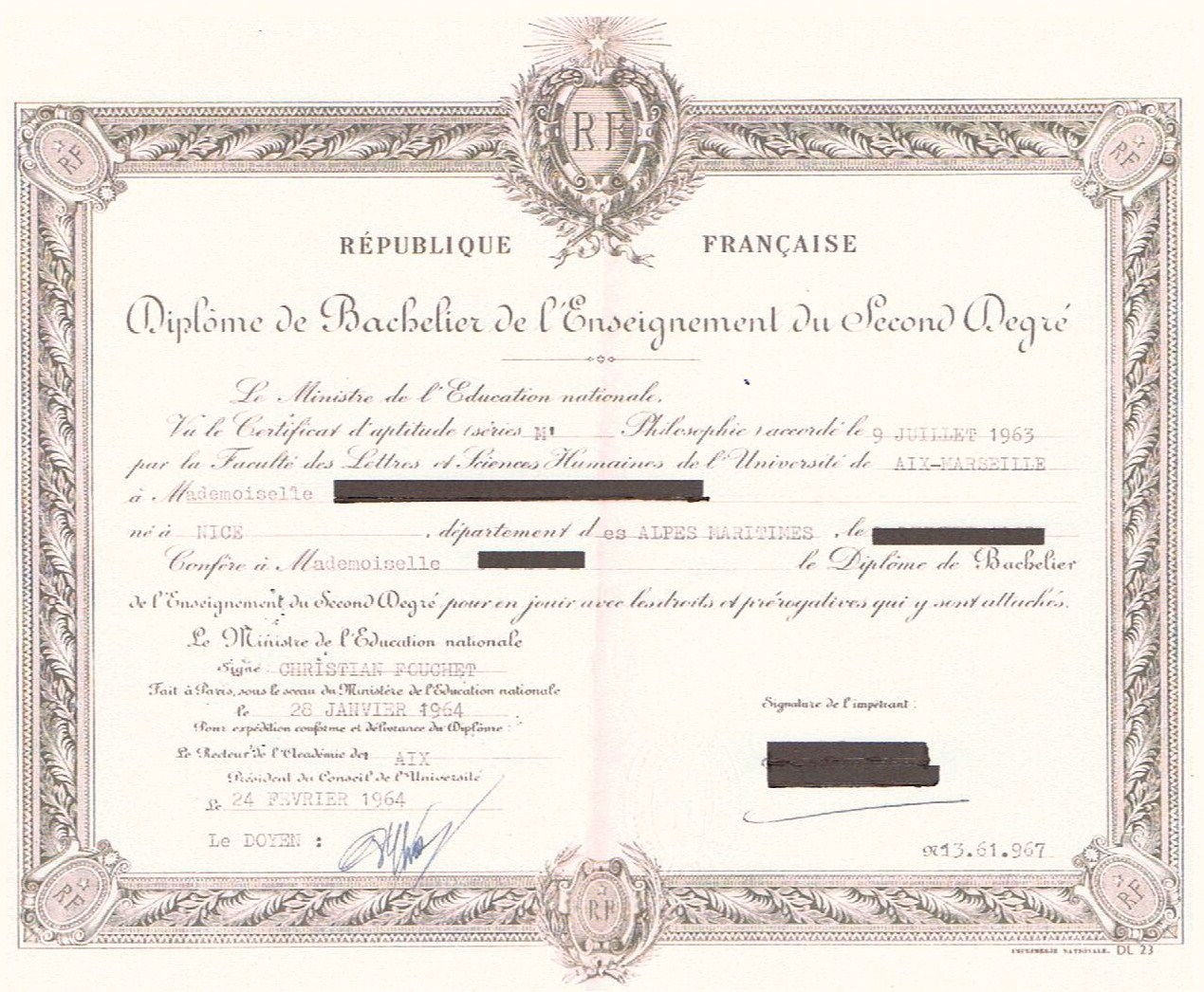
Diplôme de bachelier de l'enseignement du second degré d'une jeune fille en 1964.

Le décret « Capelle-Fouchet » de 1963 rend les collèges d'enseignement secondaire (CES) mixtes dès leur création.
Par le grand mouvement social de 1968, la généralisation de la mixité a lieu, pour des raisons matérielles plus que pédagogiques. On peut parler de cohabitation plus que d’une véritable mixité. Ainsi, au cours des années 1970, la mixité s'étend dans les lycées. Les lycées publics de filles deviennent dès lors, comme les lycées de garçons, « les lycées mixtes » pour ensuite être tout simplement des « lycées » et, pour finir, des « lycées régionaux » qui comprennent pratiquement tous les trois voies : générale, technologique et professionnelle.
En 1969, la mixité est imposée à l’école primaire.
Dans les établissements publics ou dépendant de l'enseignement public, y compris les grandes écoles, la Loi Haby du 11 juillet 1975 rend la mixité scolaire obligatoire,. Cette mixité a été d’autant moins interrogée dans ses principes et ses effets que la vision républicaine et universaliste propre à l’école française tend à occulter les différences, qu’elles soient liées à l’appartenance sociale, culturelle ou sexuelle. La mixité et l'égalité des sexes (ou genres) en matière d'enseignement est rappelée dans la loi d'orientation sur l'éducation de 1989.
En termes d'inégalités entre les sexes dans la scolarité, la recherche en éducation anglaise est plus avancée que celle française. Ainsi, la première se penche sur le sujet dès les années 1970 sur ces inégalités, contre les années 1990 pour la seconde ; dans les deux pays, si la situation des filles a d'abord été étudiée, celle des garçons est elle aussi devenue un sujet d'études. Le rôle de l'école dans l'un des acteurs de la reproduction des rapports sociaux et des rôles de genre est interrogé.
Progressivement, l'éducation nationale française met en place des actions dépassant la simple mixité des genres dans les établissements et vise « une égalité  réelle  entre  les  filles  et  les  garçons,  entre  les femmes et les hommes ».

## Au début duXXIesiècle
Malgré la volonté de réduire les inégalités et discriminations entre filles et garçons à l'école et dans la société, il en existe encore au début du XXIe siècle, bien que moins visibles. Par exemple, globalement, les filles ont souvent des ambitions professionnelles moins élevées que les garçons. De plus, les manuels scolaires sont aussi souvent marqués par une absence ou un nombre très faible de femmes célèbres présentes, en comparaison de celui des hommes célèbres ; ils véhiculent aussi certains stéréotypes, malgré des actions onusiennes et françaises pour lutter contre les discriminations depuis les années 1970-1980.
Au début du siècle, les recherches scientifiques indiquent globalement des différences entre les trajectoires et réussites selon le sexe des élèves ; mais d'autres facteurs entrent aussi en jeu.
La mixité ne s'applique pas aux maisons d'éducation de la Légion d'honneur qui sont des internats publics de filles, ni aux quelque 10 000 élèves que comptent en 2008 les internats privés non mixtes de filles ou de garçons.

### Revues
- Ferdinand Buisson, Manuel général de l'instruction primaire, Paris, Firmin Didot Frères et L. Hachette, 1832-1940.